# رائونو آلتونن
رائونو آلتونن (فنلاندی: Rauno Aaltonen؛ زادهٔ ۷ ژانویهٔ ۱۹۳۸) راننده رالی اهل فنلاند است. وی عضو تیم‌های اوپل، داتسون بوده است.